# 潤泰南港車站大樓
25°03′11.5″N 121°36′25.4″E / 25.053194°N 121.607056°E
潤泰南港車站大樓是位於台灣台北市南港車站的共構大樓群（聯合開發設施），由臺灣鐵路管理局以BOT模式（設定地上權）委託潤泰集團投資開發，由潤泰旭展投資興建、潤弘精密承造，李安憲建築師事務所及日建設計設計；最高的兩棟大樓，樓高138.3米、地上30樓。2011年2月動工，2015年12月4日落成啟用。

## 概要
潤泰南港車站大樓的建設，為台鐵南港專案的一部分，是台鐵路網中建築量體最大的複合式車站結構，也是全台灣最高的車站建築。包含台鐵三座地下島式月台及一個工作月台、台灣高鐵地下三座島式月台、長途客運轉運站及連通台北捷運南港站。該大樓位於台鐵及高鐵軌道的正上方，包含有四棟（B1、B2、C1、C2）主建築及東側出入口（A1）和面南興公園方向出入口（B3）等建築群，這些建築群初期均由交通部鐵路改建工程局主辦興建，屬大區塊的整片開挖，是台鐵南港專案的一部分，但只完成A1、B1、B2棟的底座及C1、C2棟部分樓層，其後將B1、B2兩棟的後續工程以BOT的方式招標，最後由潤泰集團得標，即為目前所見的車站大樓。此外，根據該BOT案的合約，潤泰集團還必須在此建築體內完成一座長途客運轉運站，而C1、C2兩棟也一併給該集團經營，而B1大樓下方、A1棟東側出入口與捷運南港站連通層的部分則交由環球購物中心營運。
2015年12月4日，英特爾台灣分公司宣布啟用潤泰南港車站大樓設立之南港新辦公室。2015年12月15日，六福開發與萬豪國際集團合作的台北六福萬怡酒店進駐位於B棟的7~30樓，共465間景觀客房。喜樂時代影城進駐CITYLINK南港店C棟11~14樓。

## 諸元
- 範圍：於原南港車站及貨車站場位置，整體基地範圍涵蓋面積達21,956 平方公尺。北鄰南港路一段南興公園，南接忠孝東路七段。
- 基地開挖概況：全區地下層整體開挖由交通部鐵路改建工程局執行，完工後作為台鐵／高鐵車站使用，地下第三層為台鐵月台層，地下二層為台鐵／高鐵穿堂層，地下一層為高鐵月台層，透過與台北捷運南港站、中長程客運站、地下計程車招呼站等連通轉乘設施使用。
- 地面主體建築：[6]
  - 南港車站主體大樓（即B1、B2兩棟，此即為潤泰南港車站大樓，其中潤泰旭展管理當局將原B1改稱A棟大樓，原B2改稱B棟大樓）
  - 面南興公園的車站出入口兩層建築（B3建築）
  - C1糧倉商業大樓（潤泰旭展管理當局將其改稱C棟大樓）
  - C2立體停車場
  - A1東側出口及通風口

## 使用狀況
- A1、B1、B2、B3、C1及C2等六棟樓之間設有空橋相互連結。
- 目前有商場、辦公空間、商務旅館、捷運地下連通層及地下停車場等。
- 目前B1棟、B2棟由潤泰BOT開發商業大樓並已興建完成，且開始營運。
- 連結車站主體大樓的長途客運轉運站也已完成。
- C1棟糧倉商場大樓及C2棟立體停車場大樓也交由潤泰集團潤泰旭展潤泰南港車站大樓負責管理營運。
- A1棟車站出入口、地下樓層與捷運連通部分則開闢第二家商場交由環球購物中心規劃營運。

## 主要租戶
潤泰南港車站大樓的主要租戶包括：

### A棟
- 1－3樓：CITYLINK南港店
- 7－8樓：台灣浩鼎生技股份有限公司
- 9－14樓：匯豐（台灣）商業銀行股份有限公司
- 15樓：香港商動視暴雪有限公司台灣分公司
- 16－30樓：美商英特爾亞太科技有限公司台灣分公司

### B棟
- 1－3樓：CITYLINK南港店
- 7－30樓：台北六福萬怡酒店

### C棟
- 1－14樓：CITYLINK南港店

## 潤泰南港車站大樓樓層
| 使用樓層        | 承租者                                      |
| --------------- | ------------------------------------------- |
| A棟 地上16-30樓 | 辦公室 美商英特爾亞太科技有限公司台灣分公司 |
| A棟 地上16樓    | 辦公室 香港商動視暴雪有限公司台灣分公司     |
| A棟 地上9-14樓  | 辦公室 匯豐（台灣）商業銀行股份有限公司     |
| A棟 地上7-8樓   | 辦公室大廳 台灣浩鼎生技股份有限公司         |
| A棟 地上6樓     | 機房                                        |
| A棟 地上5樓     | 機房 物業管理辦公室 廠商專用連絡通路        |
| A棟 地上3樓     | 商場 CITYLINK南港店 親子樂園                |
| A棟 地上2樓     | 商場 CITYLINK南港店 都會大道                |
| A棟 地上1樓     | 商場 CITYLINK南港店 生活便利                |

| 使用樓層        | 承租者                               |
| --------------- | ------------------------------------ |
| B棟 地上12-30樓 | 飯店 客房                            |
| B棟 地上11樓    | 飯店 健身中心 客房                   |
| B棟 地上9樓     | 飯店 宴會 會議廳                     |
| B棟 地上8樓     | 飯店 一禮莊園                        |
| B棟 地上7樓     | 飯店大廳 台北六福萬怡酒店 商務中心   |
| B棟 地上6樓     | 機房                                 |
| B棟 地上5樓     | 機房 物業管理辦公室 廠商專用連絡通路 |
| B棟 地上3樓     | 商場 CITYLINK南港店 親子樂園         |
| B棟 地上2樓     | 商場 CITYLINK南港店 都會大道         |
| B棟 地上1樓     | 商場 CITYLINK南港店 生活便利         |

| 使用樓層       | 承租者              |
| -------------- | ------------------- |
| C棟 地上1-14樓 | 商場 CITYLINK南港店 |

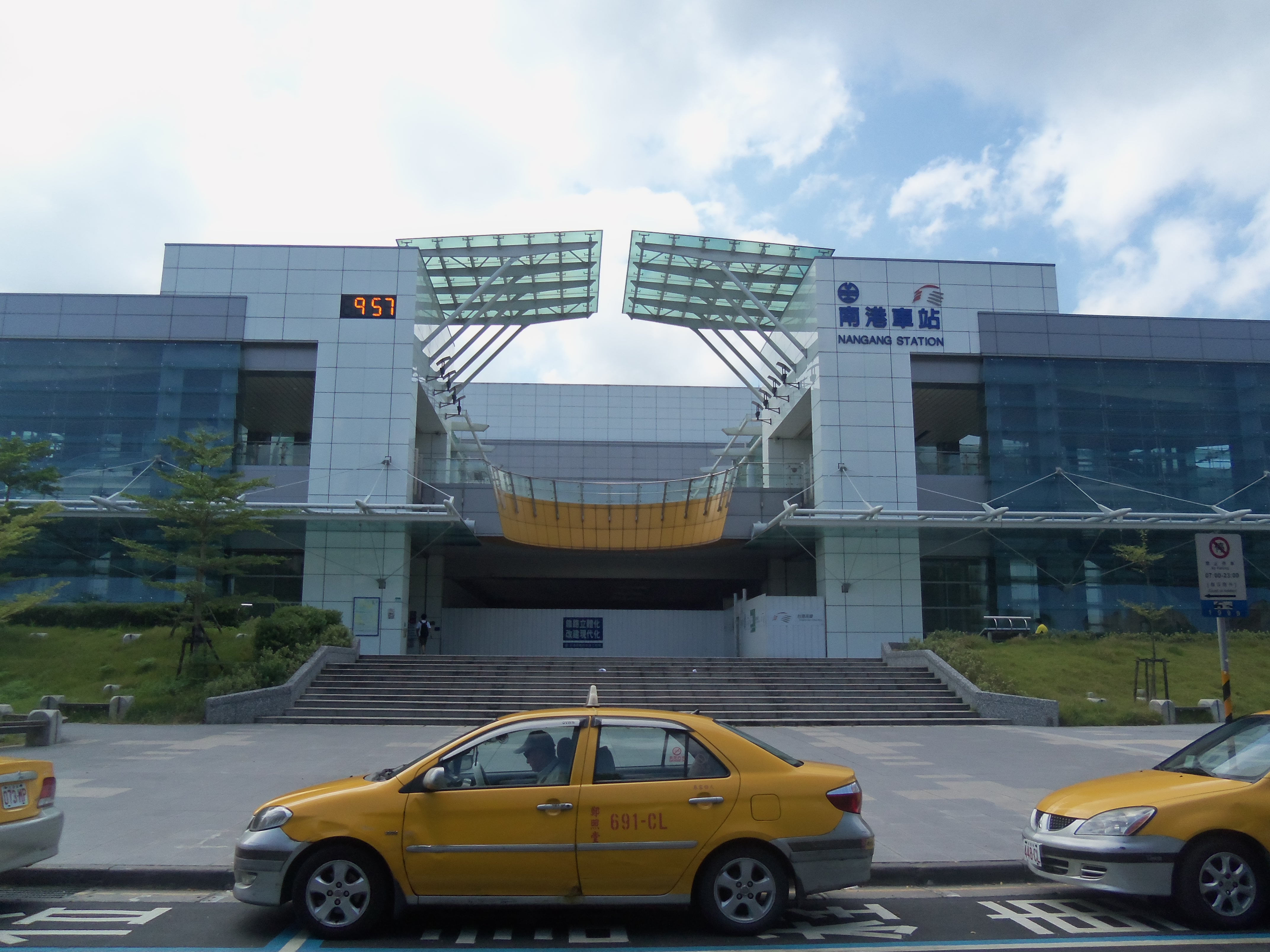
南港車站面對南興公園的車站出入口（左側為台鐵出入口，右側為高鐵出入口）（本照片攝於後方潤泰南港車站大樓尚未興建時）
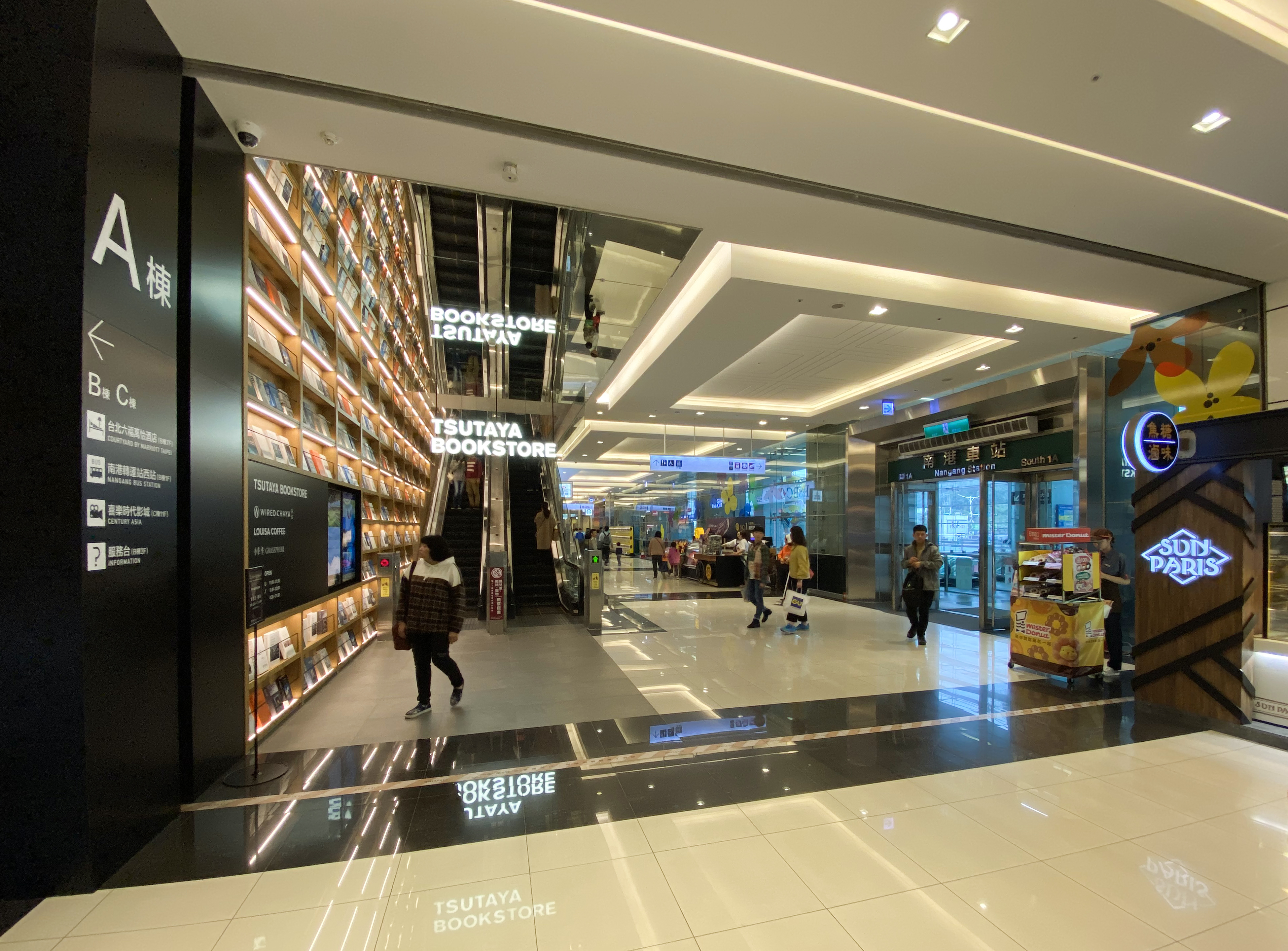
A棟1樓入口
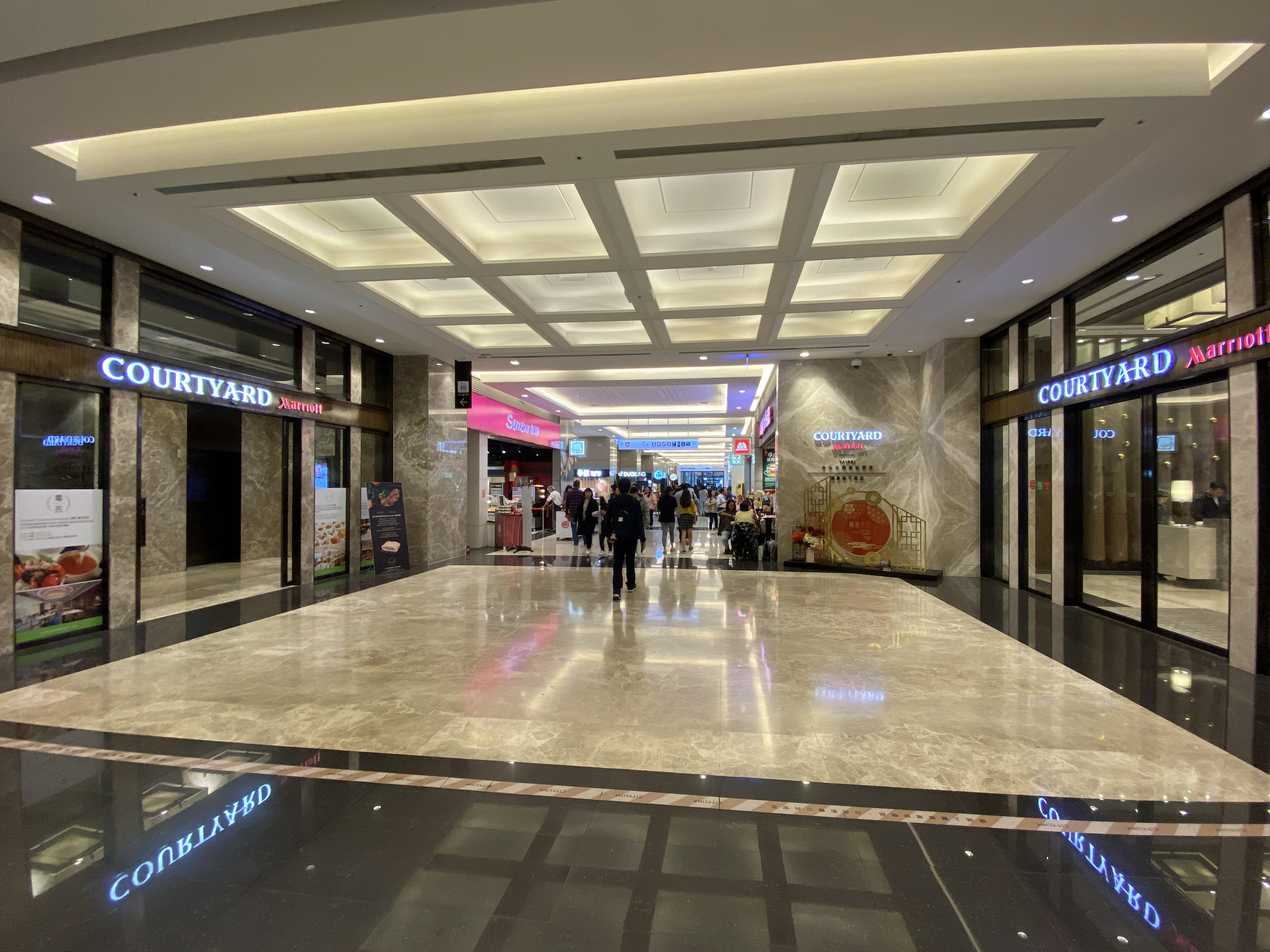
B棟1樓入口
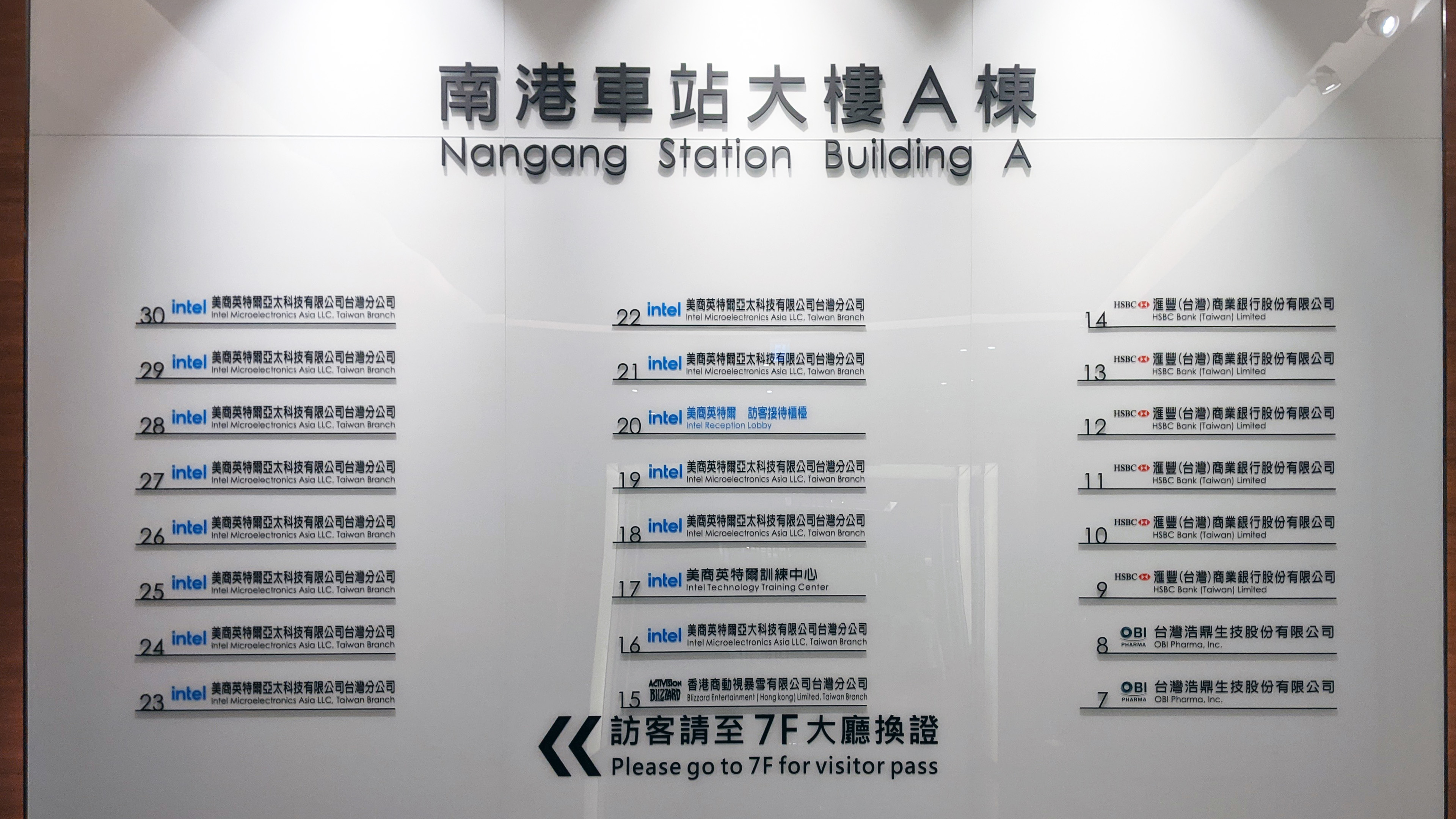
潤泰南港車站大樓A棟租戶名錄（7F到30F）

## 大樓周邊
- 南港轉運站西站（國光客運南港站）
- 南港區行政中心
- 南港路二段
- 忠孝東路七段（台5線）
- 市民大道八段
- 捷運南港機廠
- 中華電信南港服務中心
- 南港高工
- 育成高中
- 南港瓶蓋工廠
- 南港國小
- 南港國小地下停車場
- 東新國小
- 興中立體停車場
- 臺北流行音樂中心
- 臺北市公共自行車租賃系統南港車站
- 中國電視大廈

## 交通
- 台鐵
  - 縱貫線的南港車站與車站大樓地下層共構，其地下1樓直接就有入口連結南港車站的地下穿堂。
- 台北捷運
  - 板南線(南港線)南港車站，但與潤泰南港車站大樓之間仍然屬於步行可及的距離之內，且沿路都有地下通道連結，整體的公共運輸服務機能非常完善。
- 臺灣高鐵
  - 位於車站的地下1樓南側，設有島式月台3座。由於汐止的車輛基地取消興建，本站為台灣高鐵現行的北方端點站，因此月台結構與作為南方端點站的左營站相同。
- 國道客運
  - 南港轉運站